# Alonż (poligrafia)

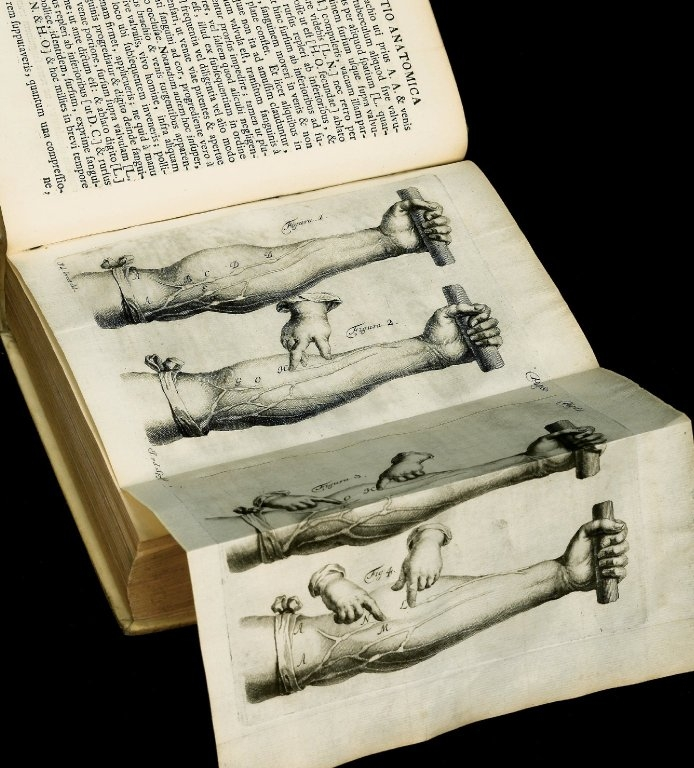
Przykład alonża z nadrukowanym rysunkiem

Alonż (nazywany też przedłużką) – element składowy książki w postaci zadrukowanego, zgiętego, połączonego z wkładem paska, który po rozłożeniu wystaje poza obrys tego wkładu.
Alonż wykorzystywany jest do umieszczania map, fotografii, rysunków, tablic, schematów.
Na alonżu znajdującym się na końcu książki drukuje się np. plany sytuacyjne czy mapy, dzięki czemu czytelnik może korzystać jednocześnie zarówno z tekstu głównego, jak i z ilustracji.